# 마리에
마리에(真理絵. まりえ, 3월 13일~ )는 일본의 가수이자 주로 성인 게임의 곡을 노래하고 있다. 이바라키현 출신이다.

## 작품
- GWAVE SuperFeatures ADVANCED BLUE

1. veracious 〜またたく一瞬の光〜
2. 黄金流砂
3. 祈りの翼
4. NeverDespair
5. Deepsea fish
6. 巡る地球
7. ポジティブで行こう!
8. 笑顔で続くこの道を
9. push and tough
10. over and over
11. rhythmic
12. Dear...

- GWAVE SuperFeatures vol.5 月華焔

1. 月に祈る 〜prologue〜
2. 約束
3. World filled
4. Feeling This （PCゲーム『淫妖蟲 蝕 〜凌触島退魔録〜』主題歌）
5. 蝶ノ夢 （PCゲーム『蝶ノ夢』主題歌）
6. CRAVE
7. NO WAY （PCゲーム『淫妖蟲 〜凌触学園退魔録〜』主題歌）
8. 真冬の花
9. Poesie

## 주제가
1. 제창 (PC게임 「둘이서 하나의 연정」주제가)
2. 후라워다이나마이트 (PC게임 「은마룩 2」주제가)
3. 포켓 (PC게임 「두근두근 모녀 레슨 ~가르쳐♪H 더 공부~」주제가)
4. 사랑의 두루마리 (PC게임 「구의 가장!」주제가)
5. Power of Love (PC게임 「프린세스 소야곡」주제가)
6. HYPER GIRLS GO! GO! (PC게임 「FESTA!! -HYPER GIRLS POP-」주제가)
7. When I'm With You (PC게임 「마법 소녀 마나」주제가)
8. 너의 기억 (PC게임 「마법 소녀 마나」엔딩곡)
9. Faraway love (PC게임 「MOON CHILDe」주제가)
10. Trick Or Treat? (PC게임 「취해×새」주제가)
11. Dream After Dream (PC게임 「취해×새」엔딩곡)
12. 내일, 러브 레터 (PC게임 「맡겨 페티쉬!」주제가)
13. JUMPING (PC게임 「유부녀 코스프레 끽다 2」주제가)
14. 하늘색의 츠바사 (PC게임 「매직컬 마녀 아카데미 ~나와 선생님의 매직컬 레슨~」주제가)
15. Honey (PC게임 「TOY 채워 버렸습니다 」주제가)
16. Clover Heart's (PC게임 「Clover Heart's」주제가)

2009년 9월 16일 발매(팀 엔터테인먼트)